# Новые приключения старой Кристин
«Новые приключения старой Кристин» (англ. The New Adventures of Old Christine) — американский комедийный телесериал с Джулией Луи-Дрейфус в главной роли, выходивший на CBS на протяжении пяти сезонов, с 13 марта 2006 по 12 мая 2010 года.

## Сюжет
В центре сюжета находится невротическая разведённая мать и владелица спортзала для женщин, которая изо всех сил пытается идти в ногу со временем. Ей в этом мешают вечно ошивающиеся по соседству бывший муж и его новая молодая жена, которую также зовут Кристин. Отсюда и прозвище «Старая Кристин».
В шоу можно увидеть ряд приглашенных звезд, таких как Дженнифер Грей, Меган Маллалли, Блэр Андервуд, Дэйв Фоли, Эрик Маккормак, Джейсон Александр, Скотт Бакула, Энди Рихтер, Джейн Линч, Марион Росс и т.д .

## История

### Прием критиков
Первый сезон был встречен с положительными отзывами. Джулия Луи-Дрейфус выиграла премию «Эмми» в категории «за лучшую женскую роль в комедийном телесериале» в 2006 году.

### Рейтинги и история вещания
Хотя в первом сезоне The New Adventures of Old Christine достиг определенных рейтинговых успехов, во втором канал сменил слот выхода сериала в эфир, поставив его против шоу ABC «Танцы со звёздами», и зрительская аудитория значительно снизилась. В сезоне 2007—2008 из-за Забастовки Гильдии сценаристов США, каналу пришлось сократить количество эпизодов с 22 до 10, а сам сериал оставить до середины сезона. Его премьера состоялась 4 февраля 2008 года, заменив «Правила совместной жизни».
14 мая 2008 года канал продлил шоу на четвертый сезон из 22 эпизодов, и поставил его в среду, тем самым открывая второй блок комедий на канале. Премьеру сезона наблюдало лишь 6,7 млн зрителей. Тем не менее рейтинги росли на протяжении сезона, и весной 2009 CBS продлил шоу на пятый сезон. Рейтинги пятого сезона были чуть ниже чем у предыдущих, и весной 2010 года встал вопрос о закрытии сериала. ABC некоторое время был заинтересован в том чтобы подобрать шоу для своего канала, но в конечном счете их планы не реализовались. 18 мая 2010 года CBS закрыл сериал. После закрытия сериала, его создатель и продюсер Кэри Лайзер обвинила руководство CBS в сексизме, а позже ушла, хлопнув дверью.